# Thủ đô
Thủ đô là trung tâm hành chính của một quốc gia. Thủ đô thường là nơi đặt phần lớn hoặc tất cả các cơ quan quyền lực chính của một quốc gia như: các cơ quan hành pháp, lập pháp, cơ quan tư pháp tối cao, ngân hàng trung ương. Trung tâm hành chính của một đơn vị nhỏ hơn quốc gia, ví dụ như 1 tỉnh hay 1 tiểu bang, được gọi là thủ phủ.
Ở các nước quân chủ chịu ảnh hưởng của Nho giáo như Trung Quốc, Việt Nam, Triều Tiên xưa, thủ đô được gọi là kinh đô, kinh thành, kinh sư hay kinh kỳ.
Ngày xưa, trung tâm kinh tế lớn của một quốc gia hoặc khu vực thường cũng trở thành trung tâm chính trị, và trở thành thủ đô thông qua sự chinh phục hoặc hợp nhất. Đây là trường hợp của Luân Đôn và Moskva. Một cách tự nhiên, thủ đô sẽ thu hút những người ham thích chính trị và những người mà tài năng của họ rất cần thiết để quản lý hiệu quả chính quyền như luật sư, nhà báo, và những nhà nghiên cứu chính sách công cộng.
Thủ đô đôi khi được đặt ở nơi khác nhằm tránh sự phát triển quá lớn của một thành phố lớn hiện có. Brasília nằm bên trong Brasil vì thủ đô cũ, Rio de Janeiro, nằm ở phía đông nam, bị xem là quá đông người.
Không nhất thiết các sức mạnh chính trị và kinh tế hay văn hóa phải tụ về một nơi. Các thủ đô truyền thống có thể bị mờ nhạt về mặt kinh tế so với các tỉnh khác, như Bắc Kinh so với Thượng Hải. Sự sụp đổ của một vương triều hoặc một nền văn hóa cũng có thể đồng nghĩa với sự diệt vong của kinh đô của nó, như đã xảy ra với thành Babylon và Cahokia. Nhiều thành phố thủ đô hiện nay, như New Delhi, Abuja, Brasília, Canberra, Islamabad, Ottawa và Washington, D.C. là những thành phố được quy hoạch, cố tình đặt xa những trung tâm dân số vì nhiều lý do khác nhau, và cũng được phát triển nhanh chóng thành trung tâm kinh tế hoặc thương mại mới.

## Các thành phố thủ đô không chính thống
Có một số trường hợp trong đó quốc gia có nhiều thủ đô, và cũng có một số quốc gia không có thủ đô. Một số trường hợp khác, thủ đô chính thức không phải là thủ đô thực tế vì các lý do thực dụng. Có nghĩa là, thành phố được biết đến như thủ đô lại không đặt cơ quan chính quyền tại đó. Sau đây là danh sách một số từ các quốc gia độc lập.
- Bénin: Porto-Novo là thủ đô chính thức, nhưng Cotonou là nơi đặt bộ máy chính quyền.
- Bolivia: Sucre vẫn là thủ đô trong hiến pháp, nhưng phần lớn chính quyền quốc gia từ lâu đã từ bỏ khu vực này để đến La Paz.
- Chile: Santiago là thủ đô mặc dù Quốc hội Chile đặt tại Valparaíso.
- Côte d'Ivoire: Yamoussoukro được chỉ định làm thủ đô quốc gia vào năm 1983, nhưng phần lớn văn phòng chính phủ và đại sứ quán vẫn đặt tại Abidjan.
- Cộng hòa Séc: Praha là thủ đô hợp hiến duy nhất. Tuy nhiên, Brno là nơi đặt cả ba tòa án cao nhất đất nước, khiến nó trở thành thủ đô tư pháp của Séc trên thực tế.
- Pháp: Hiến pháp của Pháp không công nhận bất kỳ thủ đô nào tại Pháp. Paris là thủ đô trên thực tế của Pháp, nhưng nghị viện vẫn tổ chức hội nghị hỗn hợp tại Versailles.
- Đức: Thủ đô chính thức Berlin là nơi đặt nghị viện chính phủ. Tuy nhiên, nhiều bộ vẫn đặt tại thủ đô Bonn của Tây Đức cũ, giờ có tên là Thành phố Liên bang. Khối luật pháp được chia ra giữa Karlsruhe và Leipzig.
- Malaysia: Kuala Lumpur là thủ đô hợp hiến nhưng trung tâm hành chính liên bang được di chuyển sang 30 km về phía nam tại Putrajaya vào cuối thập niên 1990. Nghị viện vẫn đặt tại Kuala Lumpur.
- Myanmar: Naypyidaw được chỉ định làm thủ đô quốc gia vào năm 2005, cùng năm mà nó thành lập, nhưng đa số văn phòng chính phủ và đại sứ quán vẫn đặt ở Yangon.
- Hà Lan: Amsterdam là thủ đô quốc gia trong hiến pháp mặc dù chính phủ, nghị viện, tòa án tối cao đều đặt tại Den Haag.
- Sri Lanka: Sri Jayawardenepura Kotte là thủ đô chính thức và là nơi đặt nghị viện, trong khi thủ đô cũ, Colombo, hiện được chỉ định làm "thủ đô thương mại". Tuy nhiên, nhiều văn phòng chính phủ vẫn đặt tại Colombo. Cả hai thành phố đều thuộc Miền Colombo.
- Nam Phi: thủ đô hành chính là Pretoria, thủ đô lập pháp là Cape Town, và thủ đô tư pháp là Bloemfontein, hệ quả của một thỏa hiệp từ đó hình thành nên Liên minh Nam Phi năm 1910.
- Thụy Sĩ: Bern là Thành phố Liên bang của Thụy Sĩ và có chức năng như một thủ đô trên thực tế. Tuy nhiên, Tòa án Tối cao Thụy Sĩ đặt ở Lausanne.
- Tanzania: Dodoma được chỉ định làm thủ đô quốc gia vào năm 1973, nhưng phần lớn các văn phòng chính phủ và đại sứ quán vẫn nằm ở Dar es Salaam.
- Nhật Bản: hiến pháp Nhật Bản không quy định thủ đô là Tokyo mà dựa trên nơi ở của Nhật Hoàng và thủ đô của Nhật Bản sẽ phụ thuộc vào quyết định chuyển nhà của Nhật Hoàng.
- Nigeria: Nigeria đã đổi thủ đô từ Lagos vào thành phố Abuja bên trong đất nước, nhưng thực tế vẫn còn một số cơ quan của đất nước vẫn còn tại Lagos